# 有島萌優
有島萌優（1977年4月22日—），日本女性配音員。出身於福島縣。

## 簡介
青二Production所屬。青二塾東京校第18期畢業。本名與舊藝名（與現用藝名的日文讀音相同，寫法是將平假名轉換成片假名）。

## 人物
資格：少年指導員（日本舞）。興趣：岩盤浴、DVD鑑賞、唱歌。特長：日本舞。擅長方言：福島方言。

## 演出
粗體字表示主要角色。

### 電視動畫
2000年
- 麵包超人（小孩、小空）
- 櫻桃小丸子 (第2期)（みいちゃん）
- 沉默的未知（愛、機組人員）
- 銀河冒險戰記（2000年－2001年，艦橋船員D、米詩堤·康薇爾）2系列
- 法布爾先生是名偵探（日语：ファーブル先生は名探偵）（編輯者）

2001年
- GEAR戰士電童（時高夏美）
- 花右京女侍隊（2001年－2004年，鈴木郁世）2系列
- RUN=DIM（麻生華奈）
- 聖石小子（蕾密·夏普那）

2003年
- AVENGER（日语：AVENGER）（侍從人偶）

2004年
- 真實夢境（日语：ゆめりあ）（萌音）

2005年
- 雪之女王（羅西、小孩）

2006年
- 嬌蠻之吻 Cool×Sweet（淺田靜香）
- 甜蜜偶像（北條美奈）

2007年
- 死亡筆記本（相澤由美）

### 電影動畫
2003年
- 麵包超人：紅寶的願望（日语：それいけ!アンパンマン ルビーの願い）（極光女孩的黄玉妹妹）

2007年
- 劇場版 CLANNAD（場內廣播）

### OVA
2001年
- 銀河冒險戰記 胎動篇／激鬥篇（2001年－2002年，保安船員D、米詩堤·康薇爾）2部作
- 花右京女侍隊[注 2]（鈴木郁世、兔子）

2005年
- 戰鬥妖精少女 救救我！小Mave（日语：戦闘妖精少女 たすけて! メイヴちゃん）（報喪女妖B）

### 網路動畫
- 煌羅萬象（日语：サイキックアカデミー煌羅万象）（2002年，法法·丹迪）

### 遊戲
1999年
- 柏青哥性感反應2（日语：パチンコセクシーリアクション）（南）
- 勇者之光（阿修·布雷伊達莉克）
- 神奇傳說：遠征奧德賽（艾琳）
- 銀河少女警察系列 The 3rd Planet（阿爾帕索斯·卡拉巴·布蘭奇）

2000年
- 青澀之戀2（安達妙子）

2001年
- 精靈之道（艾拉）
- 心動美麗同盟 Lovely Star（日语：ドキドキプリティリーグ）（冴津理音）

2002年
- Only you -熱鬥學園- 含廣播CD（仁藤美咲）
- 機神大作戰（日语：ギガンティック ドライブ）（三咲奈奈穗）
- Surveillance 監視者（日语：サーヴィランス 監視者）（莉諾·萊安）
- 世界傳說 變裝迷宮2（日语：テイルズ オブ ザ ワールド なりきりダンジョン2）（凱洛·奧連傑）
- 少女熱鬥戰記（日语：フーリガン (ゲーム)）（ISAO）
- Milky Season（日语：Milky Season）（千浦真林）
- Reveal Fantasia ～瑪莉艾露路與妖精物語～（日语：リーヴェルファンタジア〜マリエルと妖精物語〜）（瑪莉艾露）
- 聖石小子 ～未完的秘石～（蕾密·夏普那）

2003年
- 鳶尾花物語（耒田佑衣）
- 真實夢境（日语：ゆめりあ）（萌音）
- 愛★殺球！5～網球機器人大作亂（日语：ラブ★スマッシュ!5 〜テニスロボの反乱〜）（瑪莉·懷海德）

2004年
- 咕噜小天使（碧诺）

2005年
- GENJI（日语：GENJI）（三郎太）
- 世界傳說 變裝迷宮3（日语：テイルズ オブ ザ ワールド なりきりダンジョン3）（凱洛·奧連傑）
- 甜蜜偶像 ～Lovely Idol～（北條美奈）

2006年
- 戀愛課程 代課老師（相原加奈子）
- 符文工廠 -新牧場物語-（碧安卡）

2008年
- 粉紅劇毒（日语：ポイズンピンク）（愛麗兒）
- 符文工廠 未知大地（日语：ルーンファクトリー フロンティア）（碧安卡）

2010年
- 英雄傳說 零之軌跡／Evolution（2010年－2012年，芙蘭·希卡[4]）2作品

2011年
- 英雄傳說 碧之軌跡／Evolution（2011年－2014年，芙蘭·希卡[5]）2作品

2012年
- 新·劍與魔法與學園刻之學園（日语：新・剣と魔法と学園モノ。刻の学園）（朵樂娃[6]）

2014年
- 英雄傳說 碧之軌跡 Evolution（芙蘭·希卡[7]）

2020年
- 英雄傳說 創之軌跡（芙蘭·希卡[8]）
- GOETIA CROSS（阿斯摩太）

### 廣播劇CD
1999年
- Dancing Blade 任性桃天使！外傳 第二章（靜香）

2002年
- 狂野歷險2 Wild Arms 2nd 原聲音樂廣播劇（日语：ワイルドアームズ セカンドイグニッション#ドラマCD）（莉露卡）

### 外語配音

#### 動畫
- 迷你樂一通（約奈韋夫）

### 旁白
- 看清世界！電視特搜部（日语：世界まる見え!テレビ特捜部）

### 廣播劇
- 青山二丁目劇場（日语：青山二丁目劇場）
  - 糖果屋（葛麗特）
  - 籐子之戀
  - 她與他的場合（橋本菜美）
  - （宮村沙織）
  - 三十年後的我（森明日美）

### 廣播節目
- 太紀與萌優的這裡是大江戶神樂坂（1999年－2000年，關西電台）
- ES時間 電台的時間（日语：ESアワー ラジヲのおじかん）（2000年－2003年，東海電台）
- 真實夢境夢心境R-side（日语：ゆめりあ#アニラジ「ゆめりあ夢気分R-side」）（2003年－2004年，文化放送→BSQR489（日语：BSQR489））
- 信紙與郵件（JFN）

### 舞台
- 劇團岸野組（2013年5月18日－5月23日，俳優座劇場（日语：俳優座劇場））

### 其它
- 火焰挑戰者（飾演百萬超人的妹妹）
- （－2007年6月30日）
- Fami通GyaOs（GyaO！（日语：GYAO!）內節目）節目助理
- 乃木天（日语：のぎ天）（2014年7月11日－，樂天Show Time（日语：楽天ショウタイム））旁白
- 聲優閒聊
- NGT48的新潟朋友！（旁白）

- 實境遊戲『THE 詛咒遊戲（日语：THE 呪いのゲーム）』（2005年，佐緒里的同僚1）[注 3]

## 音樂作品

### 角色歌曲
| 發行日期 | 標題                                                            | 名義                                       | 曲名                   | 商業搭配                                         |
| 2001年   | 2001年                                                          | 2001年                                     | 2001年                 | 2001年                                           |
| -------- | --------------------------------------------------------------- | ------------------------------------------ | ---------------------- | ------------------------------------------------ |
| 4月25日  | 花右京女僕隊之歌                                                | 花右京女僕隊                               | 「花右京メイド隊の歌」 | 電視動畫《花右京女僕隊》片頭主題曲               |
| 2002年   |                                                                 |                                            |                        |                                                  |
| 7月10日  | Milky Season Pair Collection Vol.5 千浦真林 & 星波千早          | 千浦真林（有島萌優）、星波千早（西口有香） | 「Jelly Fish」         | 遊戲《Milky Season》相關歌曲                     |
| 2004年   |                                                                 |                                            |                        |                                                  |
| 7月22日  | 幸福革命                                                        | 甜蜜偶像                                   | 「革命」               | 遊戲《甜蜜偶像 ～Lovely Idol～》片頭主題曲       |
| 7月22日  | 幸福革命                                                        | 甜蜜偶像                                   | 「」                   | 遊戲《甜蜜偶像 ～Lovely Idol～》片尾主題曲       |
| 10月20日 | 真實夢境 歌唱精選輯                                             | 萌音（有島萌優）                           | 「」 「Endless」       | 電視動畫《真實夢境》相關歌曲                     |
| 2005年   |                                                                 |                                            |                        |                                                  |
| 5月25日  | 『甜蜜偶像 ～Lovely Idol～』歌唱 & 原聲音樂 甜蜜偶像Show 第一幕 | 北條美奈（有島萌優）、北條知奈（河合久美） | 「」                   | 遊戲《甜蜜偶像 ～Lovely Idol～》巧克力結局主題曲 |
| 5月25日  | 『甜蜜偶像 ～Lovely Idol～』歌唱 & 原聲音樂 甜蜜偶像Show 第一幕 | 北條美奈（有島萌優）、藤田真琴（新谷良子） | 「」                   | 遊戲《甜蜜偶像 ～Lovely Idol～》棉花糖結局主題曲 |

### 其它參加作品
| 發行日期 | 標題                       | 名義                                                                 | 曲名                  | 商業搭配                                                   |
| 2001年   | 2001年                     | 2001年                                                               | 2001年                | 2001年                                                     |
| -------- | -------------------------- | -------------------------------------------------------------------- | --------------------- | ---------------------------------------------------------- |
| 3月7日   | VINTAGE                    | 有島萌優                                                             | 「MOTHER」            | 廣播節目《ES時間 電台的時間》相關歌曲                      |
| 3月7日   | VINTAGE                    | ARTISTS UNITED ES HOUR                                               | 「Let's sing a song」 | 廣播節目《ES時間 電台的時間》相關歌曲                      |
| 9月29日  | 快樂印表機 原聲音樂        | 豐真千子、有島萌優、水樹奈奈                                         | 「」                  | 電視動畫《快樂印表機》片尾主題曲                           |
| 10月30日 | Believe ～在那裡注意到你～ | 金月真美、野田順子、豐真千子、有島萌優、牧島有希、水樹奈奈、傻鵬鬼塚 | 「」                  | 遊戲《Reveal Fantasia ～瑪莉艾露路與妖精物語～》片頭主題曲 |
| 10月30日 | Believe ～在那裡注意到你～ | 金月真美、野田順子、豐真千子、有島萌優、牧島有希、水樹奈奈、傻鵬鬼塚 | 「Smile Smile」       | 遊戲《Reveal Fantasia ～瑪莉艾露路與妖精物語～》形象歌曲   |
| 2003年   |                            |                                                                      |                       |                                                            |
| 4月23日  | 真實夢境                   | 有島萌優                                                             | 「」                  | 遊戲《真實夢境》片頭主題曲                                 |
| 4月23日  | 真實夢境                   | 有島萌優                                                             | 「」                  | 遊戲《真實夢境》片尾主題曲                                 |
| 12月17日 | 24小時愛你                 | 有島萌優、仲西環                                                     | 「」                  | 電視動畫《真實夢境》片頭主題曲                             |
| 2008年   |                            |                                                                      |                       |                                                            |
| 9月24日  | 尋找的遺失物/秘密之森      | [ 成員 4 ]                                                           | 「」                  |                                                            |
| 9月24日  | 尋找的遺失物/秘密之森      | [ 成員 4 ]                                                           | 「」                  |                                                            |
| 11月19日 | TV兒童之歌精選 女孩子向    | 有島萌優、山口繭、池邊久美子                                         | 「」                  |                                                            |
| 2012年   |                            |                                                                      |                       |                                                            |
| 4月30日  |                            | 有島萌優&佐藤朱                                                      | 「」                  |                                                            |

## 腳註

## 外部連結
- 青二Production公式官網的聲優簡介 （页面存档备份，存于） （日語）
- 有島萌優 （页面存档备份，存于） （日語）－日本藝人名鑑（日语：日本タレント名鑑）
- 有島萌優 （页面存档备份，存于） （日語）－Talent Date Bank
- （日語）－WEB THE TELEVISION（日语：ザテレビジョン）
- （日語）－goo人名事典
- 有島萌優 （页面存档备份，存于） （日語）－KINENOTE
- 有島萌優 （页面存档备份，存于） （日語）－oricon
- 有島萌優 （页面存档备份，存于） （日語）－Movie Walker（日语：Movie Walker）
- 有島萌優 （页面存档备份，存于） （日語）－電影.com（日语：映画.com）
- 有島萌優 （页面存档备份，存于） （日語）－allcinema（日语：allcinema）